# Джоан Хорі
Джоан Хорі (англ. Joanne Chory; 19 березня 1955, Месюен, штат Массачусетс, США — 12 листопада 2024) — американський ботанік. Керує кафедрою ботаніки і є професоркою і директоркою лабораторії ботаніки в Salk Institute for Biological Studies, також дослідницею Howard Hughes Medical Institute. У 2003 році була названа Scientific American в числі 50-ти лідерів — як дослідниця в агракультурі, а в 2016 році увійшла в число найбільш цитованих вчених світу Thomson Reuters's list of the World's Most Influential Scientific Minds. Її роботи сприяли ідентифікації гормонів рослин і розуміння того, як рослини адаптуються до зміни клімату.

## Біографія
Закінчила Оберлінський коледж зі ступенем бакалавра біології. Ступінь доктора філософії по мікробіології отримала в Іллінойсському університеті.
- У 1984—1988 рр. постдок у Гарвардській медичній школі.
- З 1988 р в лабораторії ботаніки Salk Institute for Biological Studies[en] , в якому стала одним з перших ботаніків[5]: спочатку асистент-професор, з 1994 р асоційований професор, з 1998 року її директор.
- Також в 1992—1994 рр. ад'юнкт-асистент-професор, а з 1999 року ад'юнкт-професор кафедри біології Каліфорнійського університету в Сан-Дієго.
- З 1997 року дослідник Howard Hughes Medical Institute[en].

## Визнання
- 1994: NAS Award for Initiatives in Research[en]
- 1995: Премія Чарльза Альберта Шулла Американського товариства ботаніків[ru]
- 1997: дослідник Медичного інституту Говарда Г'юза[en][7]
- 1998: дійсний член Американської академії мистецтв і наук
- 1999: обраний член НАН США
- 2000: Премія Л'Ореаль — ЮНЕСКО «Для жінок у науці»
- 2003: Scientific American 50: Research Leader in Agriculture
- 2004: Kumho Science International Award in Plant Molecular Biology and Biotechnology[8]
- 2005: Американської асоціації сприяння розвитку науки
- 2006: асоційовний член EMBO
- 2008: член Леопольдини
- 2009: іноземний член Французької академії наук
- 2011: обраний іноземний член Лондонського королівського товариства[9]
- 2012: Медаль Генетичного товариства Америки[en][10]
- 2015: член Американського філософського товариства[11]
- 2018: Премія за прорив у науках про життя[12]
- 2018: Премія Грубера з генетики[en]
- 2019: Премія принцеси Астурійської[13]
- 2020: Премія Перла Майстера Грінгарда[en]